# زهرة الآلام
زَهْرَةُ الآلَامِ أو الآلَامِيَّةُ أو زَهْرَةُ السَّاعَةِ أو زَهْرَةُ الأَشْجَانِ (الاسم العلمي: Passiflora)، هي جنس لحوالي 500 نوع، وأغلبها تكون شجيرة متسلقة وقليل منها عشبي.

## الوصف
النبتة عبارة عن كروم معترشة مع أن بعضها يكون عبارة عن شجيرات أو أشجار يمكن أن تكون خشبية أو عشبية.
تنتج زهرة الآلام أزهارًا منتظمة وبراقة ذات تاج مميز. يمكن أن تحتوي على ثمانية سلاسل إكليلية متحدة المركز، كما في حالة باسيفلورا شيكزودز. الزهرة خماسية التزهير ‏ (باستثناء بعض الأنواع في جنوب شرق آسيا) وتنضج إلى ثمرة غير متفتحة تحتوي على العديد من البذور.
يتراوح حجم الثمار من 5–20 سنتيمتر (2–8 بوصة) في الطول و2.5–5 سـم (1–2 بوصة) في العرض، على حسب النوع أو الصنف.

## الخصائص الكيميائية
وقد وُجد أن العديد من أنواع زهرة الآلام تحتوي على قلويدات من نوع بيتا كاربولين هارمالا، وبعضها على مثبطات أكسيداز أحادي الأمين. تحتوي الزهرة والفاكهة على كميات قليلة فقط من هذه المواد الكيميائية، ولكن الأوراق والجذور غالبًا ما تحتوي على المزيد منها. أكثر هذه القلويدات شيوعًا هو الحرمل، ولكن الحرملين والحرملول والحارمين والحارمول موجودة أيضًا. تشمل الأنواع المعروفة التي تحمل مثل هذه القلويدات ما يلي: باسيفلورا أكتينيا، باسيفلورا ألاتا (زهرة العاطفة ذات الساق الجناحية)، باسيفلورا ألبا، باسيفلورا بريونيوديس (زهرة العاطفة المكورة)، باسيفلورا كايروليا (زهرة العاطفة الزرقاء)، باسيفلورا كابسولاريس، باسيفلورا ديكايسنيانا، باسيفلورا إيدوليس (فاكهة العاطفة)، باسيفلورا إيشليريانَا، باسيفلورا فويتيدا (زهرة العاطفة الكريهة)، باسيفلورا إنكارناتا (مايبوپ)، باسيفلورا كوادرانغولاريس (غراناديلا العملاقة)، باسيفلورا سوبيروسا، باسيفلورا سوبيلتاتا وباسيفلورا وارمينجيي
المركبات الأخرى الموجودة في زهور الآلام هي الكومارين (مثل سكوبوليتين وأومبيليفيرون)، والمالتول والفيتوستيرول (مثل اللوتينين) والجليكوسيدات السيانوجينية (مثل الجينوكاردين) التي تجعل بعض الأنواع، على سبيل المثال، باسيفلورا أدينوبيدا، سامة إلى حد ما. تم العثور على العديد من الفلافونويدات والجليكوسيداتها في زهرة الآلام، بما في ذلك الأبيجينين والبنزوفلافون والهوموورينتين والأيزوريونتين-7 والإيزوشافتوسيد والإيزوفيتيكسين (أو سابوناريتين)، والكايمبفيرول واللوسينين واللوتيولين و ن-أوريونتين والباسيفلورين (الذي سمي على اسم هذا النوع من النبات) والكيرسيتين والروتين والسابونارين والشافوسيد والفيسينين والفيتكسين . تحتوي زهرة العاطفة الزرقاء، (وربما نباتات أخرى) على الفلافون الكريسين. كما تم توثيق وجود الهيدروكربون نوناكوسان والأنثوسيانيدين بيلارجونيدين-3 ديجليكوزيد بكميات كبيرة في بعض أنواع زهرة الآلام.
الجنيس غني بالأحماض العضوية بما في ذلك حمض الفورميك والزبدي واللينوليك واللينولينيك والماليك والميريستيك والأولييك والبالمتيك بالإضافة إلى المركبات الفينولية، والحمض الأميني α-ألانين. تعطي الإسترات مثل إيثيل بيوتيرات، إيثيل كابروات، n-هيكسيل بيوتيرات وn-هيكسيل كابروات للثمار نكهتها ورائحتها الشهية. السكر (وهو موجود بشكل رئيسي في الفاكهة) يشمل بشكل ملحوظ الد-فركتوز، الد-جلوكوز والرافينوز. ومن بين الإنزيمات، وُجد أن زهرة الآلام غنية بالكاتالاز، وبيكتين ميثيل استيراز وفينولاز.

## التصنيف
يعتبر جنس زهرة الآلام من أكثر الأجناس ثراءً بالأنواع في كل من فصيلة الآلاميات وعِمارة (قبيلة) الآلامية. بسبب وجود أكثر من 550 نوعًا تبرز الحاجة إلى وضع تسلسل هرمي واسع النطاق من الرتب دون النوعية لتمثيل العلاقات بين الأنواع. لا يستخدم التصنيف دون الجنسي لزهرة الآلام الرتب المستخدمة على نطاق واسع للجنس الفرعي والقسم والسلسلة فحسب، بل يستخدم أيضًا رتبة القسم العلوي.
تم تقسيم أنواع العالم الجديد (الأمريكيتان) من زهرة الآلام لأول مرة إلى 22 جنسًا فرعيًا بواسطة كيليب (1938) في أول دراسة أحادية للجنس. وقد قلصت الأعمال الأحدث هذه الأنواع إلى أربعة، وهي مقبولة بشكل عام اليوم (وتُرتب من الأكثر أساسية إلى الأحدث تفرعا):
- أستروفيا  (الأمريكيتان، حوالي 60 نوعًا)، أشجار وشجيرات ذات أوراق بسيطة غير مفصصة
- زهرة الآلام (الأمريكتان، حوالي 250 نوعًا)، وهي نباتات خشبية متعرشة ذات أزهار كبيرة وتويجات معقدة
- ديديوميدس (الأمريكتان، 13 نوعًا)، كروم خشبية أو عشبية
- ديكالوبا  (الأمريكتان وآسيا وأستراليا، حوالي 230 نوعًا)، نباتات عشبية متعرشة ذات أوراق ذات عروق كفية

أبانت بعض الدراسات على أن الأجناس القديمة المستقلة في العالم القديم هولرونغيا وتيترباثيا مدمجة داخل جنس زهرة الآلام ويشكلانجنسًا فرعيًا خامسًا يُعرف بـ تيترباثيا. ومع ذلك، تدعم دراسات أخرى التصنيف الحالي الذي يضم أربعة أجناس فرعية فقط.
الارتباطات التي تقع بين الأجناس تحت الفرعية غير معروفة بدقة وتعد مجالًا نشطًا للبحث. تُشكل الأنواع القديمة في العالم القديم مجموعتين - القسم العلوي ديسما (جزء من الجنس الفرعي ديكالوبا) والجنس الفرعي تيترباثيا. يتكون القسم الأول من 21 نوعًا مقسمة إلى أقسام: ديسما (ثلاثة أنواع أسترالية)، هولرونجييلا  (نوع واحد في غينيا الجديدة)، وأوكتاندرانثوس (سبعة عشر نوعًا في جنوب وجنوب شرق آسيا).
الأنواع المتبقية (من العالم الجديد) للجنس الفرعي ديكالوبا تُقسم إلى سبعة أقسام علوية:
- القسم العلوي بتيروسبيرما: يشمل أربعة أنواع من أمريكا الوسطى وجنوب المكسيك.
- القسم العلوي هانيوبيثانثوس: يشمل خمسة أنواع من أمريكا الوسطى والمكسيك وأقصى شمال أمريكا الجنوبية.
- القسم العلوي سيكيا: يشمل تسعة عشر نوعًا، تتميز بأزهار عديمة البتلات.
- القسم العلوي بريونيويديس: يشمل واحدًا وعشرين نوعًا، يتوزعون بشكل رئيسي في المكسيك.
- القسم العلوي أوريكولاتا: يشمل ثمانية أنواع من أمريكا الجنوبية، واحد منها يوجد أيضًا في أمريكا الوسطى.
- القسم العلوي مولتيفلورا: يشمل تسعة عشر نوعًا.
- القسم العلوي ديكالوبا: يشمل 123 نوعًا.[18]

## التوزيع الجغرافي
يمتاز جنس زهرة الآلام بتوزيع واسع النطاق في المناطق الاستوائية الجديدة، على عكس الأجناس الأخرى في فصيلة الباسيفلوراسية، التي تحتوي على أنواع أكثر انتشارًا في العالم القديم، مثل جنس أديينا. الغالبية العظمى من أنواع الباسيفلورا توجد في المكسيك وأمريكا الوسطى والولايات المتحدة وأمريكا الجنوبية، مع وجود إضافي لأنواع في جنوب شرق آسيا وأوقيانوسيا.
لا يزال اكتشاف أنواع جديدة مستمرًا؛ على سبيل المثال، لم تُعرف الأنواع باسيفلورا سيشوانباناينسيس وباسيفلورا بارديفوليا إلا للمجتمع العلمي منذ عامي 2005 و2006 على التوالي.
بعض أنواع زهرة الآلام انتشرت خارج نطاقها الأصلي. على سبيل المثال، أصبحت زهرة الآلام الشائعة تنمو بشكل طبيعي في إسبانيا. كما تم إدخال فاكهة زهرة الآلامية الأرجوانية ونوعها الأصفر إلى العديد من المناطق الاستوائية، حيث تُزرع كمحاصيل تجارية.

## علم البيئة
زهرة الآلام أو الباسيفلورا (Passion flowers) تمتلك هياكل زهرية متكيفة مع التلقيح الحيوي. ومن بين الملقحات التي تزور الباسيفلورا النحل الطنان، ونحل النجار مثل زيلوكوبا سونورينا، والدبابير، والخفافيش، والطيور الطنانة، خاصة طيور الهيرميت  مثل فايثورنس. كما أن بعض الأنواع تمتلك القدرة على التلقيح الذاتي. غالبًا ما تظهر أزهار الباسيفلورا درجات عالية من التخصص في اختيار الملقحات، مما أدى إلى تطور مشترك متكرر عبر الجنس. يُعد طائر الطنان ذو المنقار السيفي المعروف باسم إنسيفيرا إنسيفيرا  مثالًا بارزًا: فهو الملقح الوحيد لـ 37 نوعًا من الباسيفلورا العالية الأنديزية (High Andean Passiflora) في الفئة الفائقة تاكسونيا.
تُستخدم أوراق نباتات زهرة الآلام كغذاء ليرقات العديد من أنواع الحشرات حرشفية الأجنحة. وهي هدف (غذاء) حصري للعديد من أنواع الفراشات من قبيلة الهلكونوات.
تشمل التكيفات الدفاعية العديدة التي تظهر على نباتات زهرة الآلام أشكالًا متنوعة من الأوراق (مما يساعد على تمويه جنسها)، ونقاطًا ملونة تشبه بيض الفراشات (مما قد يردع فراشات هيليكونييني من وضع البيض على الأوراق التي تبدو مكتظة)، بالإضافة إلى الغدد الرحيقية خارج الزهرة، والترخومات النباتية، والتنويع اللوني، والدفاعات الكيميائية.
هذا التفاعل بين التكيفات الدفاعية للنبات وتكيفات الفراشات كان له دور مهم في تأسيس نظرية التطور المشترك.
أظهرت الدراسات الحديثة أن زهور الآلام تنمو بشكل أسرع وتحمي نفسها بشكل أفضل في التربة الغنية بالنيتروجين. في البيئات منخفضة النيتروجين، تركز زهور الآلام على النمو بدلاً من الدفاع وتكون أكثر عرضة للحيوانات العاشبة.
الفراشات ذات الأجنحة الطويلة (Heliconiinae)
1. الفراشة طويلة الجناح سيدنو (Cydno longwing):
- واحدة من القلائل في قبيلة هيليكونييني التي تتغذى على أنواع متعددة من نباتات الباسيفلورا.[25]

2. فراشة الخليج الفريتيلاري (Gulf fritillary):
تتغذى على عدة أنواع من نبات الباسيفلورا، مثل:
- الباسيفلورا اللوتية.
- باسيفلورا أفينيس.[26][27]
- زهرة الآلام ذات الرائحة الكريهة.[28]
- مايوبوب .

3. فراشة سارة الأمريكية طويلة الجناح.
4. فراشة البريد الحمراء.
5. فراشة النمر الآسيوية.
6. فراشة البريد:
   - تفضل التغذية على:
- باسيفلورا مينيسبيرموفوليا.
- باسيفلورا أورستيديي.

7. فراشة الزيبرا طويلة الجناح:
   - تتغذى على:
- زهرة الآلام الصفراء.
- زهرة الآلام ذات الزهرتين .
- زهرة الآلام ذات الساق الفلينية.

8. فراشة البرتقالي الموشح:
- تتغذى على باسيفلورا تيترستيلس.

9. فراشة جوليا:
تتغذى على:
- زهرة الآلام الصفراء.
- باسيفلورا أفينيس.

10. عثة السويفت (Cibyra serta).
11. فراشة كوستر التاوني (Tawny Coster):
تتغذى على:
- آلامية مأكولة (Passiflora edulis).
- باسيفلورا فويتيدا (Passiflora foetida).[29]
- باسيفلورا سوبيلتاتا (Passiflora subpeltata).

ربما أدت خصوصية الملقحات والطفيليات العالية بشكل عام في زهرة الآلام إلى التنوع المورفولوجي الهائل في الجنس. يُعتقد أن هذا النبات يتمتع بأكبر تنوع في الأوراق بين جميع أجناس النباتات، حيث تتراوح أشكال الأوراق من غير مفصصة إلى خماسية الفصوص والتي توجد غالبًا في نفس النبات. يمكن أن يكون التطور المشترك محركًا رئيسيًا لتطور الأنواع، وقد يكون مسؤولًا عن انتشار بعض أنواع زهرة الآلام مثل تاكسونيا.
تُغطى أزهار زهرة العاطفة ذات الرائحة الكريهة بشعر يفرز سائلاً لزجًا. تلتصق العديد من الحشرات الصغيرة بهذا الطعام ويتم هضمها وتحويلها إلى مادة لزجة غنية بالعناصر الغذائية عن طريق البروتياز والفوسفاتيز الحمضية. نظرًا لأن الحشرات التي يتم قتلها عادةً نادرًا ما تكون آفات رئيسية، يبدو أن زهرة العاطفة هذه عبارة عن نبات آكل للحوم.
زهرة الموز الآلامية أو "بانانا بوكا"، أصله من وسط البرازيل وهو عشب غازي، وخاصة في جزر هاواي. ينتشر هذا المرض عادة عن طريق الخنازير البرية التي تأكل الثمار. تنمو الزهرة بشكل مفرط وتخنق مجموعات النباتات المتوطنة، خاصة على جوانب الطرق. زهرة الآلام الشائعة هو نوع غازي في إسبانيا ويُعتقد أن من شأنه أن يهدد النظم البيئية هناك.
تبرز العديد من مسببات الأمراض لزهرة الآلام والتي تكتسي في بعض الأحيان أهمية اقتصادية:
- عدة أنواع من الفطريات الكيسية من جنس من جنس سيبتوبيا، بما في ذلك نوع Septoria passiflorae.
- بروتيوباكتيرياباكتيريا غير موصوفة تُعرف باسم "Pseudomonas tomato" (سلالة pv. passiflorae).
- فيروس Potyvirus المسمى بـ فيروس خشونة ثمرة الباشن.
- فيروس Carlavirus المسمى بـ فيروس الكمون في الباسيفلورا.

## الآثار السلبية
لا ينصح باستخدام زهرة الآلام أثناء الحمل لأنها قد تسبب الانقباضات. قد يؤدي تناول مستخلصات زهرة العاطفة إلى النعاس والغثيان والدوار وعدم انتظام ضربات القلب والربو أو التهاب الأنف.

## الاستخدامات

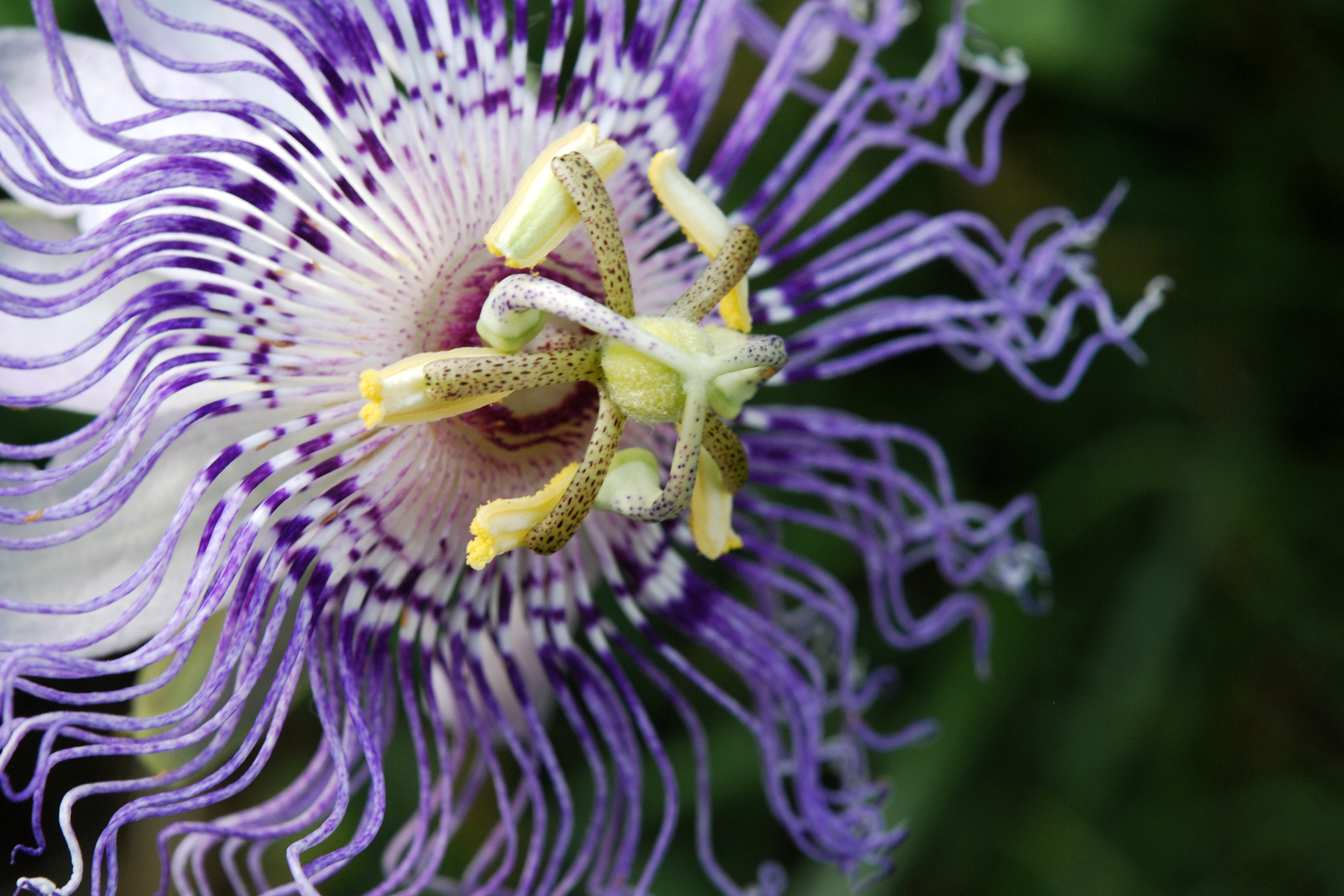
زهرة الآلام الحمراء، واحدة من أكثر أزهار العاطفة شيوعًا

### الزينة
يتم زراعة عدد من أنواع زهرة الآلام خارج نطاقها الطبيعي من أجل أزهارها وثمارها. تمت تسمية مئات من الأنواع الهجينة، ويتم حاليًا إجراء التهجين على نطاق واسع للزهور وأوراق الشجر والفواكه. حصلت الأصناف والهجن التالية على جائزة الاستحقاق البستاني ‏ من الجمعية البستانية الملكية:
- أميثيست (Amethyst): نوع هجين من الباسيفلورا.[34]
- باسيفلورا × إكسونينسيس (P. × exoniensis): يُعرف باسم زهرة الآلام في إكزتر (Exeter passion flower).[35]
- باسيفلورا × فيولاسيا (P. × violacea): نوع هجين آخر من الباسيفلورا.[36]

خلال العصر الفيكتوري كانت الزهرة (التي لا تدوم إلا ليوم واحد في جميع الأنواع باستثناء القليل منها) شائعة جدًا، وتم إنشاء العديد من الأنواع الهجينة باستخدام زهرة العاطفة ذات الجذع المجنح وزهرة العاطفة الزرقاء وأنواع استوائية أخرى.
يمكن زراعة العديد من أنواع زهرة الآلام المستوطنة للموائل الباردة من جبال الأنديز بنجاح من أجل أزهارها وثمارها الجميلة في مناخات البحر الأبيض المتوسط الأكثر برودة، مثل خليج مونتيري ‏ وسان فرانسيسكو في كاليفورنيا وعلى طول الساحل الغربي للولايات المتحدة حتى كندا. حتى أن زهرة العاطفة الزرقاء أو الهجينة نمت إلى حجم كبير في محطة مالمو المركزية ‏ في السويد.
كانت زهرة الآلام موضوعًا للدراسات التي تبحث في الوراثة خارج النواة؛ حيث تم توثيق الوراثة الأبوية للحمض النووي للبلاستيدات الخضراء ضمن هذا الجنس. إن تسلسل الجينوم الخاص ببلاستوم زهرة الآلام ذات الزهرتين قد تم.

### الثمار
تمتلك معظم الأنواع ثمارا صالحة للأكل مستديرة أو مستطيلة.
- تُزرع الآلامية المأكولة على نطاق واسع في منطقة البحر الكاريبي وأمريكا الجنوبية وجنوب فلوريدا وجنوب أفريقيا من أجل ثمارها التي تستخدم كمصدر للعصير. تحت هذا الاسم، يتم تداول فاكهتين: واحدة صغيرة وردية اللون تتجعد بسهولة وأخرى أكبر حجماً ولها مظهر لامع أصفر إلى برتقالي. يُعتبر النوع الأخير عادة مجرد صنف من "فلافيكاربا"، لكنه يبدو أكثر تميزاً.
- آلامية لسينية (جراناديلا) فاكهة هي نوع آخر يُزرع على نطاق واسع. في أجزاء كبيرة من أفريقيا، تُعرف باسم "باشن فروت"، مما يسبب بعض الالتباس، إذ يُطلق على هذا النوع في اللغة الإنجليزية الجنوب أفريقية غالباً اسم "جراناديلا" دون أي صفة إضافية. ثمرة هذا النبات تعتبر وسطاً بين النوعين المتداولين تحت اسم "باشن فروت".
- مايبوب أو باسيفلورا إنكارناتا هو نوع شائع في جنوب شرق الولايات المتحدة. ينتمي إلى هذه العائلة الاستوائية في الغالب، ولكن على عكس أقاربه الأكثر استوائية، فإن هذا النوع يمكنه تحمل البرد حتى درجة حرارة −20 °م (−4 °ف) قبل أن تموت جذوره. ينمو طبيعياً في أماكن تصل شمالاً إلى بنسلفانيا، وقد زُرع حتى شمالاً في بوسطن وشيكاغو. ثماره حلوة وصفراء اللون وحجمها يقارب حجم بيضة الدجاجة. يتمتع بشعبية معينة كنبات محلي بثماره الصالحة للأكل وقلة الآفات التي تهاجمه.
- زهرة الآلام المربعة  (تامبو العملاقة أو باديا، باسيفلورا كوادرانغولاريس) ، ليمون الماء (باسيفلورا لوريفوليا)، وكالاباش الحلو (باسيفلورا مالي فورميس) هي أنواع من زهرة الآلام مشهورة محلياً بثمارها، ولكنها لم تكن معروفة على نطاق واسع في أماكن أخرى حتى عام 2008.

- زهرة العاطفة الزرقاء (باسيفلورا كيروليا) تُنتج ثماراً برتقالية زاهية تحتوي على العديد من البذور. رغم أن الثمرة صالحة للأكل، إلا أنها غالباً توصف بأنها عديمة النكهة مقارنة بأنواع الباشن فروت الأخرى، أو بنكهة تشبه طعم التوت الأسود إلى حد ما.

- ماراكوجا البرية هي ثمار نوع باسيفلورا فوتيدا، وهي شائعة في جنوب شرق آسيا.
- باشن فروت الموز هي ثمار طويلة للغاية لنوعي باسيفلورا تريبارتا ,الآلامية ثلاثية الفصوص وباسيفلورا تارمينيانا. تؤكل محلياً، ولكن خصائصها الغازية تجعلها اختياراً سيئاً للزراعة خارج نطاقها الأصلي.[39][40]

### بديلة للالأياهواسكا
يتم خلط مصدر أصلي من البيتا كاربولين (على سبيل المثال، زهرة العاطفة في أمريكا الشمالية) مع لحاء جذر ديسمانثوس إلينوينسيس (زهرة إلينوي) لإنتاج مشروب مهلوس يسمى برايريهاوسكا، وهو نظير لمشروب الشامان آياهواسكا.

### الطب التقليدي والمكملات الغذائية
تتمتع أوراق وجذور زهرة الآلام الحمراء بتاريخ طويل من الاستخدام كدواء تقليدي على يد الأمريكيين الأصليين في أمريكا الشمالية وتم تكييفها من قبل المستعمرين الأوروبيين. تُستخدم أوراق الآلام الحمراء الطازجة أو المجففة في صنع شاي يستخدم كمهدئ. يتم استخدام زهرة العاطفة على شكل مسحوق مجفف أو مستخلص كمكمل غذائي. لا يوجد دليل سريري كافٍ لاستخدام زهرة الآلام لعلاج أي حالة طبية.
يتم تصنيف زهرة باشن على أنها آمنة للاستخدام كمكون غذائي في الولايات المتحدة.

### في الثقافة
يُقال أن الكلمة "باشن" في اسم زهرة الباشن يشير إلى آلام المسيح في علم اللاهوت المسيحي. تأتي كلمة "باشن" من الكلمة اللاتينية passio التي تعني "المعاناة".
في القرنين الخامس عشر والسادس عشر، تبنى المبشرون المسيحيون الإسبان البُنى الفريدة لهذه النبتة، خصوصاً عدد أجزاء زهرتها المختلفة، كرموز للأيام الأخيرة من حياة يسوع، وخصوصاً صلبه:
- أطراف الأوراق المدببة ترمز إلى الرمح المقدس.
- تمثل اللوالب السياط التي استخدمت في جلد المسيح.
- البتلات العشر والسبلات ترمز إلى الرسل العشرة الأوفياء (باستثناء القديس بطرس الذي أنكر المسيح ثلاث مرات، وويهوذا الإسخريوطي الذي خانه).
- الخيوط الشعاعية للزهرة، التي قد يتجاوز عددها المئة وتختلف من زهرة لأخرى، ترمز إلى تاج الشوك .
- المبيضالذي يتخذ شكل الكأس مع الوعاء يرمز إلى الكأس المقدسة.
- الثلاثة ميسمات تمثل ثلاثة مسامير، والخمسة أسدية تحتها ترمز إلى خمس مطارق أو خمس جروح (أربع من المسامير وواحدة من الحربة).
- ألوان الزهور الزرقاء والبيضاء في العديد من الأنواع تمثل الجنة والنقاء.
- إضافةً إلى ذلك، تبقى الزهرة مفتوحة لمدة ثلاثة أيام، مما يرمز إلى السنوات الثلاث من خدمة يسوع.[44]

تمت تسمية زهرة باشن بأسماء متعلقة بهذه الرمزية في جميع أنحاء أوروبا منذ القرن الخامس عشر. في إسبانيا، تُعرف باسم espina de Cristo («شوك المسيح»). الأسماء الجرمانية القديمة تشمل Christus-Krone («تاج المسيح»)، Christus-Strauss («باقة المسيح»)، Dorn-Krone («تاج الشوك»)، Jesus-Lijden («آلام يسوع»)، Marter («العذاب»)، وMuttergottes-Stern («نجمة أم الرب»).
خارج المناطق الكاثوليكية، يُشبه الناس الأزهار ذات الشكل المنتظم بوجه الساعة. في اليونان، تُسمى "نبتة الساعة" (ρολογιά). وفي اليابان، تُعرف باسم توكييسو tokeisō (時計草)، والتي تعني "نبتة الساعة". أما في هاواي، فتُسمى ليليكوي (lilikoʻi). كلمة lī تعني خيطاً يُستخدم لربط الأقمشة، مثل رباط الحذاء، وكلمة liko تعني "النمو أو الانبثاق للأوراق".

## صور
- برعم زهرة الآلام
- باسيفلورا إنسينس
- باسيفلورا كيروليا (Passiflora caerulea)
- زهرة الآلام تتفتح في الماء